# Prooemion

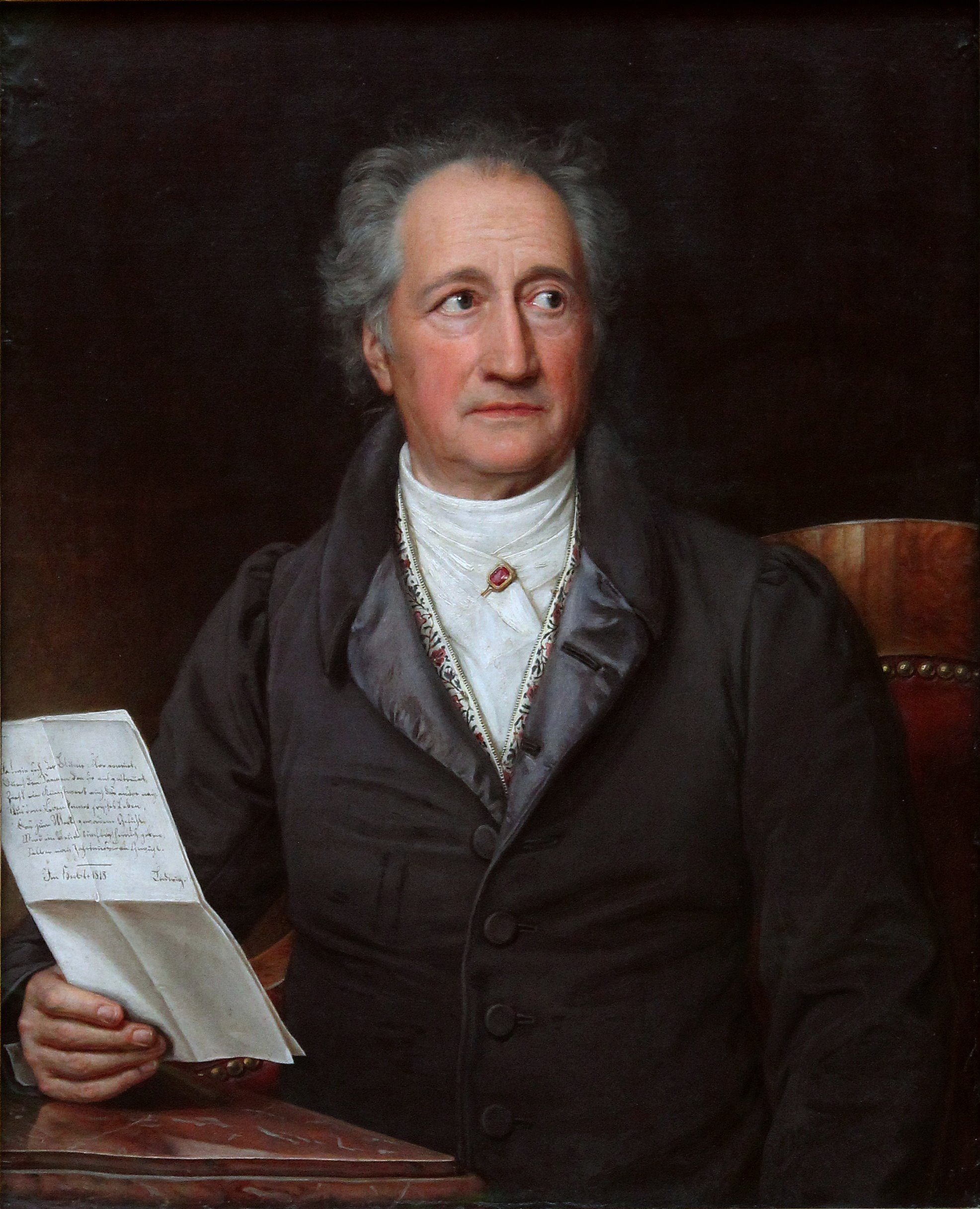
Johann Wolfgang von Goethe, Ölgemälde von Joseph Karl Stieler

Prooemion ist der Titel eines Gedichts von Johann Wolfgang von Goethe, das im März 1816 entstand und 1817 als Einleitung seiner Schriftenreihe Zur Naturwissenschaft überhaupt veröffentlicht wurde.
In der Ausgabe letzter Hand leitete es 1827 die Gruppe Gott und Welt ein, in der sich Gedichte mit überwiegend religiöser und naturwissenschaftlicher Thematik finden.
Mit dem feierlichen Anklang an die trinitarische Formel gehört es zu seiner weltanschaulichen Lyrik, in der er bestimmte Ansichten bündig-belehrend formulierte und symbolische Motive verwendete, die in vielen Alterswerken zu finden sind.

## Inhalt
Das Gedicht besteht aus zwei fünfhebigen, jambischen und paarweise gereimten Strophen. Der zweite Abschnitt ist um ein Verspaar erweitert. Es lautet:
Im Namen dessen, der sich selbst erschuf!

Von Ewigkeit in schaffendem Beruf;

In Seinem Namen, der den Glauben schafft,

Vertrauen, Liebe, Tätigkeit und Kraft;

In jenes Namen, der, so oft genannt,

Dem Wesen nach blieb immer unbekannt:

Soweit das Ohr, soweit das Auge reicht,

Du findest nur Bekanntes, das ihm gleicht,

Und deines Geistes höchster Feuerflug

Hat schon am Gleichnis, hat am Bild genug;

Es zieht dich an, es reißt dich heiter fort,

Und wo du wandelst, schmückt sich Weg und Ort;

Du zählst nicht mehr, berechnest keine Zeit,

Und jeder Schritt ist Unermeßlichkeit.

## Hintergrund und Besonderheiten
In den weltanschaulichen Altersgedichten Goethes erscheinen alle irdischen Phänomene als Zeichen einer höheren Wirklichkeit, die immer nur angedeutet und nicht in Gänze erkannt werden kann. So sieht das „sonnenhafte“ Auge immer nur die Farbe, nicht aber das Urlicht selbst.
Diese Eigenschaft deutet er mit der Bezeichnung „Gleichnis“ oder „Abglanz“ für Dinge an, die über sich hinaus in eine andere Sphäre verweisen.
Der eben erwachte Faust blickt in die Sonne und muss sich geblendet abwenden, erkennt aber den im Sonnenlicht glitzernden Wasserfall – „Am farbigen Abglanz haben wir das Leben.“
Die in der zweiten Strophe zu findende Bezeichnung findet sich auch in den berühmten Worten „Alles Vergängliche ist nur ein Gleichnis“ am Ende des zweiten Teils seiner Faust-Tragödie.
Goethe verwandelt die trinitarische Formel („Im Namen des Vaters, des Sohnes und des Heiligen Geistes“) in eine eigene religiöse Wendung. „Im Namen dessen, der sich selbst erschafft“ deutet dabei zugleich auf die Einzelheiten, die in der zweiten Strophe entfaltet werden, wonach in der sichtbaren Welt das Göttliche nur unentwegt variiert wird.

## Interpretation
Vom Urheber des sinnvoll geordneten Ganzen gehen nach Auffassung Karl Otto Conradys auch die grundlegenden Einstellungen wie Glauben und Vertrauen, Liebe und Tätigkeit aus, die das menschliche Leben mit Sinn erfüllen.
Hermann Kurzke hebt hervor, dass Goethe auf das in vielen Werken missbrauchte Wort „Gott“ verzichtet hat. Der in Religionsfragen diskrete Dichter heuchle „keine Vertrautheit mit dem Höchsten“, indem dieser bei ihm „immer unbekannt“ bleibe.  Eckermann gegenüber habe Goethe von denen abfällig gesprochen, die Gott unentwegt im Munde führen und damit beweisen würden, von seiner Größe nicht durchdrungen zu sein. Wer das höchste Wesen erkannt habe, schweige und wolle es aus Verehrung nicht nennen.
Mit seinem feierlichen Pathos ist das Werk für Kurzke aber keineswegs zurückhaltend, traue Goethe sich doch zu, von einer quasireligiösen Berechtigung aus im Namen des Unbekannten zu sprechen, als dessen Beauftragter er sich wähne.
In der vergänglichen Welt des Sichtbaren muss somit das Ewige und Unsichtbare gesucht werden. Dabei kann der „höchste Feuerflug“ des Geistes nicht Gott selbst, sondern immer nur seine Abbilder in der schon bekannten Welt finden. Trotz dieser ernüchternden Einsichten findet Kurzke einen Trost: Die Begrenztheit des forschenden Menschen, das Höchste selbst zu erkennen, braucht ihn nicht niederzudrücken, sondern kann aktivierend und beglückend wirken, da die Bilder und Gleichnisse „genug“ sind, den Forscher antreiben und ihn „heiter fortreißen“ können. Der Mensch sei nicht dazu bestimmt, das gnadenlose Licht des Absoluten zu erblicken, sondern nur dessen farbige Spiegelungen in der Wirklichkeit.

## Vertonungen
- Siegmund von Hausegger, Natursymphonie, in vier Sätzen, mit Schlusschor über Goethes Prooemion (1911)
- Julius Röntgen, Symphonie nr. 20,  Mit Schlusschor über Goethe's Pröoemion (1931)